# 星宿增八
長蛇座33，又名BD-05 2840，HD 82870、SAO 136964、HR 3814，是長蛇座的一颗恒星，视星等为5.56，位于銀經240.18，銀緯32.09，其B1900.0坐标为赤經9h 29m 33.2s，赤緯-5° 32.09′ 7″。